# Mysticomenus tibialis
Mysticomenus tibialis är en skalbaggsart som beskrevs av Sharp 1903. Mysticomenus tibialis ingår i släktet Mysticomenus och familjen jordlöpare. Inga underarter finns listade i Catalogue of Life.